# 1924 w Wojsku Polskim
Kalendarium Wojska Polskiego 1924 – wydarzenia w Wojsku Polskim w roku 1924.

## Styczeń
6 stycznia
- Szef Sztabu Generalnego pismem L. 876/Mob. Zmiana terminów przesunięcia oddziałów zapowiedział pozostawienie kadr batalionów zapasowych w 1, 6, 11, 41, 43, 44, 45, 54, 55, 56, 64, 65, 67, 73, 74, 75, 78, 86 pp i 4 psp oraz likwidację pozostałych kadr w terminie od 29 maja do 5 czerwca 1924[1].

## Luty
3 lutego
- W Skierniewicach zmarł por. Stanisław II Szokalski z 10 pp[2] (ur. 28 października 1898 w Łodzi[3]), odznaczony dwukrotnie Krzyżem Walecznych[4][5], przedstawiony do odznaczenia Orderem Virtuti Militari[6][7].

15 lutego
- Na podstawie rozkazu ministra spraw wojskowych L. 13200/Org. Przejście pociągów pancernych na organizację pokojową zakończona została demobilizacja „wszystkich istniejących pociągów pancernych” i sformowany dywizjon ćwiczebny[8].

## Marzec
11 marca
- w Dzienniku Rozkazów Ministra Spraw Wojskowych został ogłoszony rozkaz L.dz. O.I. Szt. Gen. 1733.Org. generała dywizji Władysława Sikorskiego w sprawie ustalenia zasad pisowni w rozkazach, rozporządzeniach i instrukcjach, regulaminach i korespondencji wojskowej[9]. W sprawie „numerowania” oddziałów zostały przyjęte następujące zasady:

cyfrą arabską oznacza się drużyny, kompanie, pułki, brygady, dywizje i armie,
cyfrą rzymską oznacza się sekcje w drużynie, plutony w kompaniach, bataliony i dywizjony w pułkach oraz korpusy,
samodzielne bataliony i dywizjony oznacza się cyfrą arabską np. 1 dywizjon artylerii konnej lub 2 batalion sanitarny,
bataliony, które nie mają numeracji porządkowej wewnątrz pułków (np. bataliony saperów, łączności i kolejowe) również oznacza się cyfrą arabską,
w numeracji okręgów korpusów, oddziałów Sztabu Generalnego i departamentów Ministerstwa Spraw Wojskowych pozostawiono dotychczas przyjęty sposób oznaczenia cyfrą rzymską
26 marca
- W Skierniewicach zmarł por. Antoni Bössler (ur. 1898), oficer 48 pp[12], żołnierz Legionów Polskich, odznaczony Krzyżem Walecznych[13] i pośmiertnie Krzyżem Niepodległości[14]

## Kwiecień
3 kwietnia
- Minister Spraw Wojskowych powierzył pułkownikowi przydzielonemu do Sztabu Generalnego inżynierowi Wacławowi Marcolla pełnienie obowiązków szefa Departamentu VI Wojsk Technicznych[15]. Pułkownik Marcolla pełnił obowiązki do czasu reorganizacji Departamentu V i VI MSWojsk. Za ten okres służby otrzymał pochwałę ministra spraw wojskowych, ogłoszoną 10 lipca 1925 na łamach „Polski Zbrojnej”[16].

9 kwietnia
- Minister Spraw Wojskowych powierzył pułkownikowi lekarzowi Władysławowi Gorczyckiemu pełnienie obowiązków szefa Departamentu VIII Sanitarnego na czas odkomenderowania pułkownika lekarza Felicjana Sławoja Składkowskiego na studia we Francji[15].

29 kwietnia
- Minister Spraw Wojskowych generał dywizji Władysław Sikorski, w związku z wprowadzeniem organizacji kawalerii na stopie pokojowej, przemianował wszystkie instytucje, formacje i zakłady mające w nazwie wyraz „jazdy” na „kawalerii”[17].
- Generał broni Lucjan Żeligowski, w imieniu Prezydenta RP, wręczył chorągiew 39 Pułkowi Piechoty Strzelców Lwowskich[18].
- Do Warszawy przyjechał pociąg specjalny ze 108 repatriantami, wymienionymi w Stołpcach na komunistów. Wśród powracających byli między innymi oficerowie byłej marynarki rosyjskiej, kapitanowie 2 rangi: Roman Brylewski, Aleksander Zdankiewicz, Ignacy Szaniawski i Rafał Czeczot, kapitanowie Eugeniusz Jóźwikiewicz i Mieczysław Ślaski oraz oficerowie byłej armii rosyjskiej: płk Burhardt, kpt. Pietkiewicz, por. Teodozy Szytow, por. Ernest Rajski, por. Leon Łastowski i ppor. Feliks Andrzejowski. Ponadto inżynierowie marynarki Mikołaj Berens i Roman Brelewski[19].

## Maj
14 maja
- W Otwocku zmarł por. gosp. Wacław Łapczyński z Okręgowego Zakładu Gospodarczego Nr III w Grodnie[20], żołnierz Legionów Polskich[21], 17 marca 1932 pośmiertnie odznaczony Krzyżem Niepodległości[22], urodzony w 1891 w Piasecznie, w rodzinie Józefa i Celestyny ze Skaryszewskich[23].

18 maja (niedziela)
- w Krakowie Prezydent RP Stanisław Wojciechowski wręczył chorągiew 20 pułkowi piechoty Ziemi Krakowskiej[24].
- w Chyrowie Inspektor Armii, generał broni Lucjan Żeligowski wręczył chorągiew 5 pułkowi strzelców podhalańskich[25]

20 maja (wtorek)
- w Paryżu marszałek Ferdinand Foch udekorował szefa Sztabu Generalnego, generała dywizji Stanisława Hallera Wielkim Krzyżem Oficerskim Legii Honorowej.

23 maja
- sformowany został w Toruniu 4 pułk lotniczy w miejsce zlikwidowanej Szkoły Obserwatorów i Strzelców Lotniczych, dowódcą pułku został ppłk pil. Roman Florer[26]

## Czerwiec
13 czerwca
- Generał Kajetan Olszewski wręczył 23 pułkowi piechoty nową chorągiew ufundowaną przez społeczeństwo Włodzimierza Wołyńskiego[27].

22 czerwca
- Na Rynku w Brodnicy Prezydent RP Stanisław Wojciechowski wręczył 67 pułkowi piechoty chorągiew ofiarowaną przez obywateli ziemi michałowskiej[28].

25 czerwca
- W Centralnej Szkole Strzelniczej w Toruniu zostało przeprowadzone pierwsze w Polsce strzelanie przeciwlotnicze do celu rzeczywistego. Rękaw ciągniony był na 300 m linie za samolotem pilotowanym przez sierż. Jana Krajewskiego z 4 Pułku Lotniczego (obserwatorem był por. Jan II Wajda). Cel zwalczały obsługi karabinów maszynowych[29]. Obaj członkowie załogi samolotu zginęli śmiercią lotnika. Porucznik obserwator Jan Wajda 27 października 1924 roku w Biedrusku, natomiast starszy sierżant pilot Jan Krajewski 24 lutego 1927 roku[30].

## Lipiec
1 lipca
- Minister Spraw Wojskowych generał dywizji Władysław Sikorski zmienił „dotychczasową nazwę terenu przynależnego do centralnych składów amunicji Nr 2 w Dęblinie: «Baraki Leśne» na «Stawy»”[31]

9 lipca
- weszła w życie ustawa z dnia 3 czerwca 1924 o poczcie, telegrafie i telefonie:

Minister Spraw Wojskowych mógł zarządzić we własnym zakresie działania zakładanie, utrzymywanie i używanie oddzielnych urządzeń telegraficznych i telefonicznych, służących do celów obrony Państwa i do celów służbowych;
Ministrowie Przemysłu i Handlu i Spraw Wojskowych zostali zobligowani do ustalenia zasady i określenia wypadków, w których władze wojskowe czynić to będą jedynie po porozumieniu się z zarządem Poczt i Telegrafu.
Minister Spraw Wojskowych mógł żądać Ministra Przemysłu i Handlu cofnięcia koncesji lub zezwolenia osobom prywatnym w wypadku niedotrzymania warunków koncesji lub zezwolenia lub naruszenia postanowień ustawy;
od opłat pocztowych zwolnione zostały przesyłki, dotyczące jeńców wojennych i osób internowanych, przesyłki przeznaczone dla tych osób lub przez nie wysyłane w granicach, ustalonych światową umową pocztową, a także przesyłki poczty polowej w granicach, określonych przepisami dla poczt polowych;
od opłaty telegraficznej zostały zwolnione telegramy władz wojskowych w czasie mobilizacji i wojny;
od opłaty telefonicznej zostały zwolnione rozmowy telefoniczne władz wojskowych w czasie mobilizacji i wojny
25 lipca
- weszła w życie ustawa z dnia 20 czerwca 1924 roku o podstawowych obowiązkach i prawach oficerów Polskiej Marynarki Wojennej[33].

## Sierpień
1 sierpnia
- Wręczono chorągiew 12 pułkowi piechoty[34].

4 sierpnia
- W Bydgoszczy Prezydent RP Stanisław Wojciechowski wręczył chorągwie pułkom 15 Dywizji Piechoty: 59, 61 i 62[35].

17 sierpnia
- Minister Spraw Wojskowych generał dywizji Władysław Sikorski powierzył generałowi brygady Włodzimierzowi Zagórskiemu pełnienie obowiązków szefa Departamentu IV Żeglugi Powietrznej Ministerstwa Spraw Wojskowych, a na stanowisko szefa Departamentu X Przemysłu Wojennego M.S.Wojsk. mianował generała brygady inżyniera Aleksandra Litwinowicza[36]

23 sierpnia
- W Warszawie pod przewodnictwem Ministra Spraw Wojskowych generała dywizji Władysława Sikorskiego oraz udziale Ministra Spraw Wewnętrznych Zygmunta Hübnera, szefa Administracji Armii, generała dywizji Stefana Majewskiego, I zastępcy szefa Sztabu Generalnego generała brygady Edmunda Kesslera, a także szefów poszczególnych oddziałów Sztabu Generalnego odbyła się konferencja „celem omówienia głównych zarysów organizacji korpusu straży granicznej”[37].
- W Częstochowie zginął tragicznie pułkownik Jerzy Krynicki, dowódca 7 Pułku Artylerii Polowej[38].

## Wrzesień
1 września
- Minister Spraw Wojskowych zwolnił generała brygady Henryka Minkiewicza ze stanowiska zastępcy dowódcy Okręgu Korpusu Nr I i oddał go do dyspozycji Ministra Spraw Wewnętrznych w charakterze dowódcy Korpusu Ochrony Pogranicza.

9 września
- pod wsią Pomerecz wykoleiły się pociągi pancerne Nr 5 „Danuta” i Nr 12 „Generał Sosnkowski” → katastrofa kolejowa pod Pomereczem.

12 września
- Minister Spraw Wojskowych generał dywizji Władysław Sikorski wydał rozkaz o utworzeniu Korpusu Ochrony Pogranicza.

17 września
- W instrukcji, opracowanej przez Sztab Generalny pod kierunkiem generała dywizji Stanisława Hallera, określono wojskową strukturę Korpusu Ochrony Pogranicza.

19 września
- Wręczono chorągiew 52 pułkowi piechoty[39].

21 września
- Wręczenie chorągwi 2 pułkowi piechoty Legionów[40].

24 września
- Prezydent RP podpisał rozporządzenie o sposobie przeprowadzenia wyboru przy awansach oficerów w roku 1924 oraz rozporządzenie zmieniające rozporządzenie z dnia 1 września 1923 roku o zasadach dotyczących starszeństwa przy awansach, oraz sposobu przeprowadzenia wyboru na stopnie generalskie. Oba akty weszły w życie z chwilą ogłoszenia w Dzienniku Ustaw RP, co nastąpiło 6 listopada 1924 roku[41].

29 września
- W Stanisławowie Minister Spraw Wojskowych wręczył chorągiew 48 pułkowi piechoty[42].
- Dziewięciu pilotów wojskowych pod dowództwem pułkownika Aleksandra Serednickiego na sześciu samolotach Potez XV przeleciało nad Alpami lecąc z Paryża przez Włochy, Jugosławię i Austrię do Polski[26].

30 września
- Wręczenie chorągwi 3 pułkowi piechoty Legionów[43].

## Październik
14-16 października
- w Poznaniu odbyły się zawody konne wszystkich dywizjonów artylerii konnej

14 października (wtorek)
- w sali szermierczej Wyższej Szkoły Wojennej w Warszawie odbyła się uroczystość rozdania dyplomów i wręczenia odznak absolwentom III Kursu Doszkolenia 1923–1924
- o godz. 11.00 na dworcu kolejowym w Paryżu powitano Ministra Spraw Wojskowych generała dywizji Władysława Sikorskiego, który przybył w towarzystwie pułkowników: Tadeusza Kutrzeby, Maksymiliana Kukowskiego i Michała Żymierskiego oraz kapitana Stanisława Dygata, francuskie władze wojskowe reprezentował szef Gabinetu Ministra Wojny, generał Jean Vidalon[44]
- ORP „Warta” pod dowództwem komandora porucznika Mieczysława Burhardta wpłynęła do portu w Cherbourgu
- w Poselstwie Polskim w Paryżu generał Sikorski spotkał się z attaché wojskowym, pułkownikiem SG Juliuszem Kleebergiem oraz wyższymi polskimi oficerami studiującymi we francuskiej Wyższej Szkole Wojennej (franc. École Supérieure de Guerre)
- poseł RP w Paryżu Alfred Chłapowski wydał oficjalne przyjęcie dla polskich i francuskich wojskowych, w przyjęciu udział wzięli między innymi generał Sikorski, marszałek Ferdinand Foch, Minister Wojny Charles Nollet i Minister Marynarki Wojennej Jacques-Louis Dumesnil[45]

18 października (sobota)
- odbyła się konferencja generała Sikorskiego z szefem francuskiego Sztabu Generalnego, generałem Debeney, a następnie z Ministrem Wojny Charles Nollet, śniadanie wydane przez marszałka Focha na cześć polskiego Ministra Spraw Wojskowych, w godzinach popołudniowych generał Sikorski wziął udział w pogrzebie Anatole France, w charakterze przedstawiciela polskiego rządu

19 października (niedziela)
- w Rzeszowie wręczono chorągiew 17 pułkowi piechoty
- w Paryżu generał Sikorski odznaczył Władysława Mickiewicza Krzyżem Walecznych z dwoma okuciami[46]

20 października (poniedziałek)
- w hotelu Plaza Athénée dyrektor Polskiej Agencji Prasowej Stanisław Szpotański wydał bankiet na cześć generała Sikorskiego

21 października (wtorek)
- wręczono chorągiew 4 pułkowi strzelców podhalańskich[47]

24 października (piątek)
- zakończono zawody konne o mistrzostwo armii, pierwsze miejsce zdobyła drużyna 16 pułku ułanów, a indywidualnie zwyciężył porucznik Zgorzelski z 15 pułku ułanów
- 29 października (środa)
- Minister Wojny Charles Nollet wydał śniadanie na cześć generała Sikorskiego, przed śniadaniem szef Sztabu Generalnego, generał Marie-Eugène Debeney odznaczył generała Sikorskiego Wielką Wstęgą Legii Honorowej, pułkownicy Kutrzeba i Żymierski zostali odznaczeni Krzyżami Oficerskimi Legii Honorowej, a kapitan Dygat - Krzyżem Kawalerskim[48]

## Listopad
16 listopada (niedziela)
- W koszarach batalionu chemicznego na warszawskim Marymoncie, biskup polowy Stanisław Gall poświęcił odrestaurowaną kaplicę wojskową.

11 listopada
- w Dzienniku Rozkazów Ministra Spraw Wojskowych zostały ogłoszone trzy rozkazy generała dywizji Władysława Sikorskiego: „awanse na stopnie generalskie w r. 1924”, „o przeprowadzeniu awansów w r. 1924” i „przeprowadzenie awansów oficerów korpusu kontrolerów w 1924”[49]. Zgodnie z wymienionymi rozporządzeniami i rozkazami awanse generałów w roku 1924 miały być przeprowadzone z wyboru. Na stopień generała broni mogło być mianowanych sześciu generałów dywizji, na stopień generała dywizji – czternastu generałów brygady, a na stopień generała brygady – trzydziestu pięciu pułkowników, w tym dwóch pułkowników korpusu kontrolerów. Wnioskami o awans na stopień generała broni zostali objęci wszyscy generałowie dywizji uwzględnieni na liście starszeństwa oficerów zawodowych, opublikowanej w „Roczniku Oficerskim 1923”, do liczby starszeństwa „16” włącznie.

22 listopada
- Weszła w życie Ustawa z dnia 18 lipca 1924 o podstawowych obowiązkach i prawach szeregowych Wojska Polskiego[50]. Zgodnie z ustawą żołnierze Wojska Polskiego dzielili się na szeregowych i oficerów. Z kolei szeregowi dzielili się na szeregowców i podoficerów, a według stosunku do służby wojskowej na szeregowych: wojska stałego, rezerwy, pospolitego ruszenia i nadterminowych oraz podoficerów zawodowych. Każdy szeregowy mógł zostać oficerem jeżeli spełniał warunki określone w ustawie o podstawowych obowiązkach i prawach oficerów WP. Podstawowe obowiązki i prawa szeregowych marynarki wojennej określała odrębna ustawa. Ustanowione zostały następujące stopnie szeregowych: szeregowiec, starszy szeregowiec, kapral, plutonowy, sierżant i starszy sierżant. Szeregowcy mogli otrzymywać tytularne stopnie podoficerskie. Dotychczasowe stopnie sierżantów sztabowych, wachmistrzów sztabowych i ogniomistrzów sztabowych zostały przemianowane na starszych sierżantów, starszych wachmistrzów i starszych ogniomistrzów. Przemianowaniu podlegali także majstrowie wojskowi: młodsi majstrowie wojskowi na podmajstrzych wojskowych, majstrowie wojskowi z oznakami plutonowych na młodszych majstrów wojskowych, a majstrowie wojskowi z oznakami sierżantów na majstrów wojskowych.

## Grudzień
5-11 grudnia
- W Sarnach została przeprowadzona próbna mobilizacja III batalionu 50 Pułku Piechoty Strzelców Kresowych. 28 stycznia 1925 roku dowódca Okręgu Korpusu Nr II, generał dywizji Jan Romer udzielił pochwały dowódcy baonu majorowi Bronisławowi Polityńskiemu za „celowe zorganizowanie przygotowań mobilizacyjnych”[51].

10 grudnia (środa)
- Prezydent RP podpisał z dniem 1 grudnia 1924 przedstawione mu przez Ministra Spraw Wojskowych wnioski awansowe oficerów. Na stopień generała dywizji zostało awansowanych czternastu generałów brygady, na stopień generała brygady awansowało trzydziestu pięciu pułkowników, a na stopień pułkownika awansowało stu piętnastu podpułkowników, w tym pięćdziesięciu trzech w korpusie piechoty. Wszyscy otrzymali starszeństwo z 15 sierpnia 1924. Awanse na stopień generała broni zostały wstrzymane[52][53].

11 grudnia (czwartek)
- „Polska Zbrojna” opublikowała projekt ustawy o organizacji najwyższych władz obrony państwa[54].

15 grudnia (poniedziałek)
- W Warszawie zmarł generał brygady Bolesław Kraupa, były dowódca 27 i 28 Dywizji Piechoty.

30 grudnia (wtorek)
- W Hołubiczach (gmina Hołubicze) porucznik Karol Władysław Podroużek zastrzelił dowódcę 7 batalionu granicznego, majora Gwidona Bursę[55].

31 grudnia (środa)
- Został rozformowany batalion chemiczny w Warszawie, na bazie zlikwidowanej jednostki z dniem 1 stycznia 1925 została sformowana ćwiczebna kompania chemiczna przy Szkole Gazowej.
- Na podstawie rozkazu dziennego nr 113 Ministerstwa Spraw Wojskowych z 30 sierpnia 1924 roku została rozwiązana Komisja likwidacyjna do spraw weryfikacji. Z dniem 1 stycznia 1925 roku agendy Komisji przejął Oddział V Sztabu Generalnego. Jednocześnie Minister Spraw Wojskowych unieważnił etat Komisji ustanowiony rozkazem Oddz. I Szt. Gen. L. 11839.Org[56].